# Paranaspia anaspidoides
Paranaspia anaspidoides är en skalbaggsart som först beskrevs av Bates 1873.  Paranaspia anaspidoides ingår i släktet Paranaspia och familjen långhorningar. Inga underarter finns listade i Catalogue of Life.